# 多布里亞京
50°30′49″N 25°30′38″E / 50.51361°N 25.51056°E
多布里亞京（烏克蘭語：Добрятин），是烏克蘭西北部的村莊，隸屬里夫內州的杜布諾區。該村始建於1545年，面積12平方公里，海拔高度190米，2001年人口514，人口密度每平方公里42.8人。